# 坂本龍起
坂本 龍起（さかもと たつき、1894年（明治27年）6月7日 - 1969年（昭和44年）11月1日）は、日本の外交官。駐ペルー公使。

## 経歴
福岡県福岡市出身。1916年（大正5年）、高等文官試験に合格し、翌年に東京帝国大学法科大学政治科を卒業した。外務属、外務事務官、外交官補、アメリカ合衆国大使館三等書記官、アルゼンチン公使館三等書記官、同二等書記官、ブエノスアイレス領事、モンテビデオ領事、廈門領事・台湾総督府事務官、外務書記官・拓務書記官、通商局第三課長、同第二課長、亜米利加局第一課長、同第二課長などを歴任。1935年（昭和10年）、台湾総督府事務官・総督官房外事課長に転じ、1937年（昭和12年）にはベルギー大使館参事官となり、1939年（昭和14年）、興亜院華北連絡部文化部長に就任した。1940年（昭和15年）、駐ペルー公使に任命され、駐ボリビア公使も兼ねた。
退官後は北京興亜学院院長事務取扱を務めた。

## 栄典
- 1940年（昭和15年）8月15日 - 紀元二千六百年祝典記念章[5]